# 호파빌라

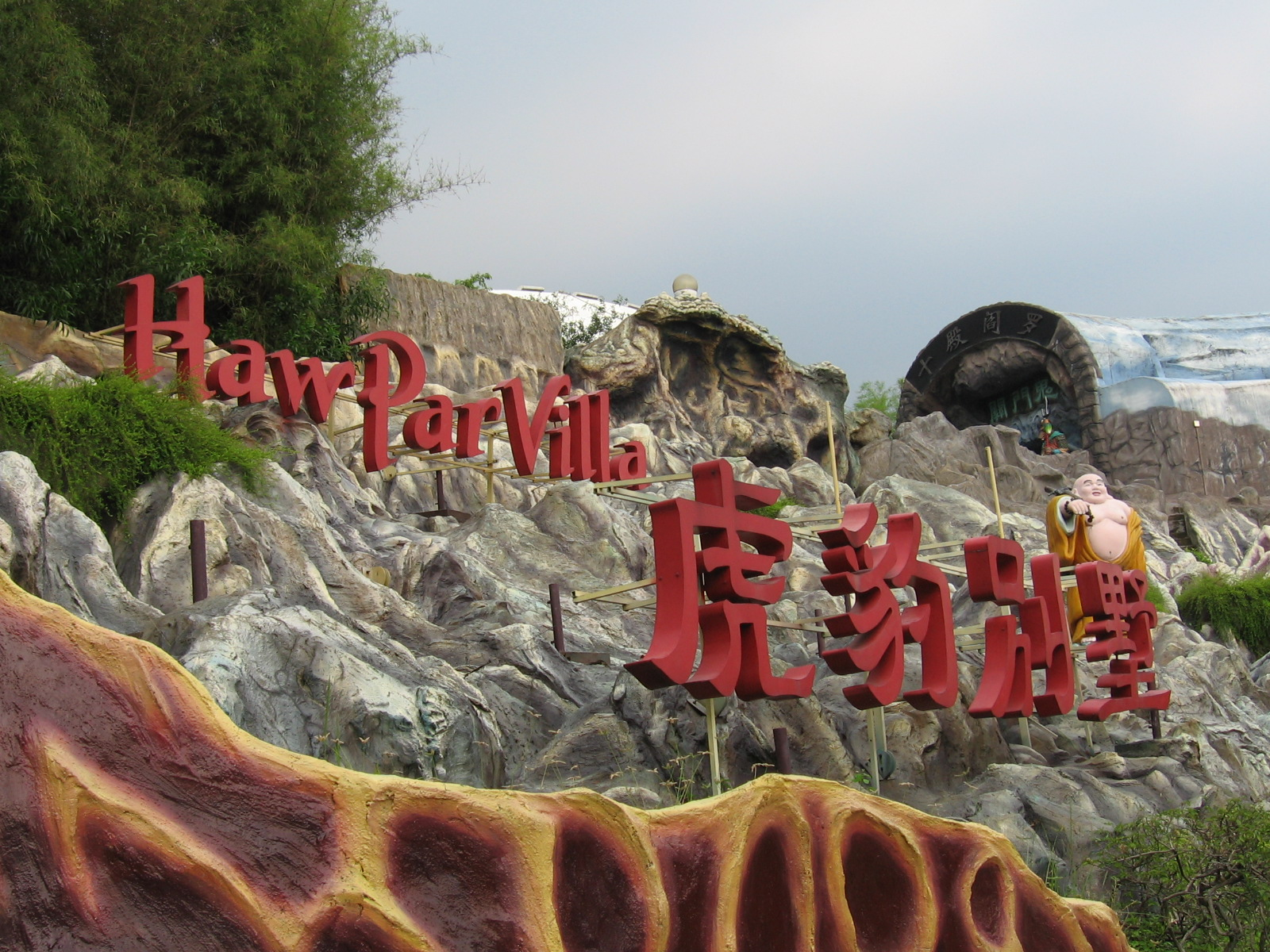
호파빌라의 전경.

호파빌라(중국어: 虎豹別墅, Haw Par Villa)는 싱가포르 내의 테마 파크이다. 이 공원은 중국의 신화, 전설, 역사 등의 장면을 그리고 있는 1,000개 이상의 상과 150개의 대형 디오라마가 있다. 한해 방문자 수는 적어도 100만 명을 넘으며 싱가포르의 문화 유산의 일부로 간주된다.
중국의 신화와 전설을 잘 묘사한 조각상과 그림들이 대규모의 정원 안에 아기자기하게 꾸며져 있다. 1930년대에 지어진 호파빌라는 호랑이 연고로 유명한 백만장자 형제가 지은 것으로 지옥 심판대, 웃는 불상, 두려움을 모르는 손오공 일행이 서역으로 가는 도중 마술로 악을 이기는 연극도 볼 수 있다.